# نفیسه کاراتای
نفیسه کاراتای (انگلیسی: Nefise Karatay؛ زادهٔ ۲۶ آوریل ۱۹۷۶) بازیگر، مدل و مجری اهل ترکیه است. وی از سال ۱۹۹۴ میلادی تاکنون مشغول فعالیت بوده‌است.